# Serebrjanská přehrada
Serebrjanská přehrada (rusky Серебрянское водохранилище) je přehradní nádrž na území Murmanské oblasti v Rusku. Má rozlohu 556 km². Je 157 km dlouhá a maximálně 20 km široká. Průměrná hloubka je 7,5 m. Má objem 4,17 km³.

## Vodní režim
Vodní nádrž za přehradní hrází vodní elektrárny na řece Voroňja bylo naplněno v letech 1970-72. Úroveň hladiny kolísá v rozsahu 6 m. Reguluje dlouhodobé kolísání průtoku.